# Хосе Очоа
Хосе Антоніо Очоа (ісп. José Antonio Ochoa; нар. 2 лютого 1972, Валенсія, Карабобо) — венесуельський борець греко-римського та вільного стилів, бронзовий призер Панамериканського чемпіонату та срібний призер Боліваріанських ігор з греко-римської боротьби, чемпіон Південноамериканських ігор з вільної боротьби, учасник Олімпійських ігор у змаганнях з греко-римської боротьби.

## Спортивні результати на міжнародних змаганнях

### Виступи на Олімпіадах
| Змагання                    | Збірна    | Вагова категорія                 | Місце |
| --------------------------- | --------- | -------------------------------- | ----- |
| Літні Олімпійські ігри 1996 | Венесуела | греко-римська боротьба, до 48 кг | 16    |

### Виступи на Панамериканських чемпіонатах
| Змагання                                   | Збірна    | Вагова категорія                 | Місце  |
| ------------------------------------------ | --------- | -------------------------------- | ------ |
| Панамериканський чемпіонат з боротьби 1993 | Венесуела | греко-римська боротьба, до 48 кг | Бронза |
| Панамериканський чемпіонат з боротьби 1994 | Венесуела | греко-римська боротьба, до 48 кг | 5      |

### Виступи на Панамериканських іграх
| Змагання                  | Збірна    | Вагова категорія                 | Місце |
| ------------------------- | --------- | -------------------------------- | ----- |
| Панамериканські ігри 1995 | Венесуела | греко-римська боротьба, до 48 кг | 8     |
| Панамериканські ігри 1995 | Венесуела | вільна боротьба, до 48 кг        | 7     |

### Виступи на Південноамериканських іграх
| Змагання                       | Збірна    | Вагова категорія          | Місце  |
| ------------------------------ | --------- | ------------------------- | ------ |
| Південноамериканські ігри 1994 | Венесуела | вільна боротьба, до 48 кг | Золото |

### Виступи на Боліваріанських іграх
| Змагання                 | Збірна    | Вагова категорія                 | Місце  |
| ------------------------ | --------- | -------------------------------- | ------ |
| Боліваріанські ігри 1993 | Венесуела | греко-римська боротьба, до 48 кг | Срібло |

### Виступи на Центральноамериканських і Карибських іграх
| Змагання                                     | Збірна    | Вагова категорія                 | Місце |
| -------------------------------------------- | --------- | -------------------------------- | ----- |
| Центральноамериканські і Карибські ігри 1993 | Венесуела | греко-римська боротьба, до 48 кг | 4     |

### Виступи на інших змаганнях
| Змагання                                                             | Збірна    | Вагова категорія                 | Місце  |
| -------------------------------------------------------------------- | --------- | -------------------------------- | ------ |
| Панамериканський Олімпійський кваліфікаційний турнір з боротьби 1996 | Венесуела | греко-римська боротьба, до 48 кг | Бронза |